# Механорецепција звука
Слух је једно од пет чула. Помоћу њега организми могу да чују звуке који их окружују, помоћу ува. Оно служи као левак за прикупљање звучних таласа из ваздуха око сувоземних организама и из воде из животиња који живе у воденим срединама. Таласи пролазе кроз ушни канал, и ударају у бубну опну. Вибрације пролазе дуж три сићушне кости, чекића, наковња и узенгије. Узенгија шаље вибрације у део уха који је испуњен течношћу и назива се пуж. Вибрације се таласасто преносе кроз течност и потресају микроскопски ситне длачице које излазе из нервних ћелија. Док се длачице померају, ћелије производе нервне сигнале, који путују дуж слушног нерва до мозга.

## Грађа слушног апарата
Постоје три главне компоненте људског слушног система: спољно уво, средње уво и унутрашње уво.

### Спољашње уво
Спољашње уво обухвата ушну шкољку, видљиви део ува, као и слушни канал, који се завршава бубном опном. Ушна шкољка служи за фокусирање звучних таласа кроз ушни канал према бубној опни. Због асиметричног карактера спољног уха већине сисара, звук се на свом путу у уво различито филтрира, у зависности од места његовог порекла. То овим животињама даје могућност да локализују звук вертикално. Бубна опна је херметички непропусна мембрана и када звучни таласи тамо дођу, узрокују да вибрира пратећи таласни облик звука. Церумен (ушни восак) производе церуминозне и лојне жлезде у кожи људског увног канала, штитећи ушни канал и бубне опне од физичких оштећења и инвазије микроба.

### Средње уво
Средње уво се састоји од мале коморе испуњене ваздухом која се налази медијално од бубне опне. Унутар ове коморе налазе се три најмање кости у телу, колективно познате под називом слушне кошчице које укључују malleus, incus, и stapes (познате и као чекић, наковањ и узенгија). Оне помажу у преношењу вибрација са бубне опне у унутрашње уво, пуж. Сврха слушних кошчица средњег ува је да превазиђу неусклађеност импедансе између ваздушних и пужних таласа, пружајући усклађивање импедансе.
Такође се у средњем уху налазе мишић узенгије и мишић затезач бубне опне, који штите слушни механизам кроз рефлекс укрућења. Узенгија преноси звучне таласе у унутрашње уво кроз овални прозор, флексибилну мембрану која одваја средње уво испуњено ваздухом од унутрашњег уха испуњеног течношћу. Округли прозор, још једна флексибилна мембрана, омогућава глатко померање течности унутрашњег ува изазвано улазним звучним таласима.

### Унутрашње уво
Унутрашње уво се састоји од пужа, који је спирално обликована цевчица испуњена течношћу. Уздужно је дели Кортијев орган, који је главни орган прелаза са механичке на неуралну трансдукцију. Унутар Кортијевог органа налази се базиларна мембрана, структура која вибрира када се таласи из средњег ува шире кроз течност пужа - ендолимфу. Базиларна мембрана је тонотопска, тако да свака фреквенција има карактеристично место резонанце дуж ње. Карактеристичне фреквенције су високе на базалном улазу у пуж, а ниске на врху. Базиларно кретање мембране узрокује деполаризацију ћелија длаке, специјализованих слушних рецептора смештених у Кортијевом органу. Иако саме ћелије длаке не производе акционе потенцијале, оне ослобађају неуротрансмитер у синапсама са влакнима слушног нерва, који ствара акционе потенцијале. На тај начин се обрасци осцилација на базиларној мембрани претварају у просторно-временске обрасце сигнала који преносе информације о звуку у мождано стабло.

## Механорецепција
Звучни таласи изазивају померање бубне опне, која изазива померање кошчица, које покрећу мембрану овалног прозора. Како је кохлеа испуњена течношћу, ударање звучних таласа директно у мембрану овалног прозора, не би изазвало значајно померање ове мембране, јер би се највећи део због повратног притиска који течност кохлее остварује на мембрану овалног прозора, одбијало о ту мембрану. Дакле, слушне кошчице омогућавају неопходну амплификацију сигнала. Два мишића везана за кошчице имају значајан утицај на пренос звука према унутрашњем уху. Мишић тензор тимпани је закачен за кост шупљине унутрашњег уха са једне стране и за чекић са друге стране. Мишић стапедиус пружа се од лобањске кости са једне и узенгије са друге стране. Када се два мишића контрахују, ланац кошчица постаје мање покретан, па се пренос звучних таласа значајно умањује. То се дешава током деловања звука високог интензитета, што се назива рефлекс атенуације. Овај рефлекс штити унутрашње ухо од звучних таласа високог интензитета који би имали штетан ефекат. Ипак, овај рефлекс показује значајно кашњење у односу на почетак деловања звука, тако да не пружа потпуну заштиту од изненадне буке која може да изазове оштећење, пре него се мишић контрахују. То је разлог зашто упркос овом рефлексу, јак звук, као што је експлозија може да изазове оштећење кохлее. Кохлеа је коштана структура спиралног облика који изгледом подсећа на пужеву кућицу, чему дугује име. Централна коштана структура око које се кохлеа спирално увија назива се модиолус, а у њему је смештена спирална ганглија. Спирална ганглија садржи неуроне чији наставци успостављају синапсе са аудитивним рецепторским ћелијама. Кохлеа је дугачка око 32 мм и има 2 мм у пречнику, а умотана око модиолуса има величину зрна грашка. У бази кохлее налазе се два мембраном прекривена отвора – овални прозор који са налази испод базе узенгије и округли прозор.
На попречном пресеку кохлее уочава се да је она подељена на три одељка испуњена течношћу: узлазно степениште (скала вестибули), средишње степениште (скала медија) и силазно степениште (скала тимпани). Узлазно и средишње степениште одвојени су међусобно Рајснеровом мембраном, док су средишње и силазно степениште одвојени базиларном мембраном. На базиларној мембрани смештен је Кортијев орган, у којем се налазе аудитивни сензорни неурони. Преко Кортијевог органа пружа се текторијална мембрана. На врху кохлее средишње степениште је затворено, док су узлазно и силазно степениште спојени отвором који се назива хеликотрема. На бази кохлее, узлазно степениште завршава се овалним прозором, док се силазно степениште завршава округлим прозором. Течност којим је испуњено узлазно и силазно степениште назива се перилимфа, а њен јонски састав сличан је ванћелијској течности са ниском концентрацијом К+ (7 мМ) и високом концентрацијом На+ (140 мМ). Средишње степениште испуњено је ендолимфом, ванћелијском течношћу са неуобичајено високом концентрацијом К+ (150 мМ) и ниском концентрацијом На+ (1 мМ), по чему је слична унутарћелијском флуиду. Јонски састав ендолимфе одржава се захваљујући активном транспорту јона кроз ендотел који облаже латерални зид средишњег степеништа - стриа васцуларис. Због разлике у јонским концентрацијама и пермеабилности Рајснерове мембране, потенцијал ендолимфе је за 80 мВ позитивнији од потенцијала перилимфе, а овај потенцијал, који има значајну улогу у трансдукцији звучних сигнала, назива се ендокохлеарни потенцијал.
Иако је структура аудитивног система прилично сложена, пренос сигнала и процес трансдукције веома је једноставан. Удар звучних таласа о бубну опну покреће међусобно спрегнуте слушне кошчице. Последња кошчица у низу, узенгија, покреће мембрану овалног прозора, а повећање притиска на мембрани овалног прозора доводи покретања перилимфе у узлазном степеништу. Перилимфа се креће кроз узлазно степениште, а затим кроз хеликотрему и кроз силазно степениште, све до округлог прозора. Коштани зидови комора кохлее су нестишљиви, померање мембране овалног прозора доводи до испупчења према споља мембране округлог прозора. Међутим, нису све структуре унутар кохлее чврсте. Флексибилни делови кохлеарног система су базиларна и Рајснерова мембрана. Базиларна мембрана поседује две структурне карактеристике које одређују начин њене реакције на стимулус. Најпре, мембрана је шира на врху, него при бази и то за фактор. Друго, крутост мембране се смањује од базе према врху, тако да је крутост базе око 100 пута већа од крутости врха базиларне мембране. Услед флексибилности Рајснерове мембране померање перилимфе у узлазном степеништу помера ендолимфу у средишњем степеништу. Померање ендолимфе доводи до вибрација базиларне мембране почев од базе, према врху.
Дистанца до које талас вибрација путује дуж базиларне мембране зависи од фреквенције звука; при високим фреквенцијама звука, крута база мембране значајно вибрира, услед чега долази до расипања енергије, па се талас вибрације простире на краћој дистанци. Звук ниске фреквенције изазива вибрацију која путује даље дуж базиларне мембране. На тај начин, одговор базиларне мембране представља просторни код којим се различите локације дуж мембране максимално деформишу при звуцима различитих фреквенција.
Чулне ћелије налазе се у Кортијевом органу, који је смештен на базиларној мембрани. Чулне ћелије су трепљасте ћелије које поседују стотинак трепљи, стереоцилија и једну дугачку киноцилију. Критичан догађај у трансдукцији звучних сигнала је савијање цилија. Трепљасте ћелије налазе се између базиларне мембране и ретикуларне ламине. Између две мембране простиру се Кортијеви штапићи који целом органу дају структурну потпору. Трепљасте ћелије између модиолуса и Кортијевих штапића називају се унутрашње трепљасте ћелије, док се ћелије са друге стране Кортијевих штапића називају спољашње трепљасте ћелије. Стереоцилије трепљастих ћелија пружају се изнад ретикуларне ламине у ендолимфу, при чему се врхови цилија спољашњих трепљастих ћелија завршавају у желатинозној супстанци текторијалне мембране, док се врхови цилија унутрашњих трепљастих ћелија завршавају непосредно испод текторијалне мембране.
Вибрације базиларне мембране, услед померања перилимфе, доводе до вибрација основе на којој се налазе трепљасте ћелије. Све структуре базиларне мембране померају се као једна јединица, било ка или од текторијалне мембране. С обзиром на то да се у текторијалној мембрани налазе врхови стереоцилија, латерално померање ретикуларне ламине, релативно у односу на текторијалну мембрану, доводи до померања стереоцилија. Померање стереоцилија према киноцилији доводи до деполаризације мембране трепљасте ћелије, док померање стереоцилија у супротном смеру доводи до хиперполаризације. Померање цилија напред – назад, доводи до настанка рецепторског потенцијала који представља наизменичну хипер- и хиполаризацију у односу на мембрански потенцијал од -70 мВ. Недавна открића показала су да се у мембрани врхова стереоцилија налазе специфични јонски канали ТРПА1, који припадају фамилији ТРП канала.
Отварање ТРПА1 канала условљено је покретањем стереоцилија. Сваки појединачни канал повезан је са врхом суседне стереоцилије еластичном везом. Када су цилије усправно постављене, умерена тензија еластичних веза држи канале у делимично отвореном стању, омогућавајући умерени проток К+ јона из ендолимфе у ћелију. Померање стереоцилија према киноцилији повећава напетост еластичне везе, условљавајући веће отварање канала и већу улазну струју К+. Улазак К+, услед специфичног електрохемијског потенцијала, условљава деполаризацију мембране трепљасте ћелије, што доводи до активације волтажно-зависних канала за Ца2+ и синаптичке активности трепљасте ћелије. Померање стереоцилија у супротном смеру од киноцилије, смањује истегнутост еластичне везе, доводећи до затварања ТРПА канала. Недавно је међутим, утврђено да мишеви са мутираним геном за ТРПА1 рецептор испољавају нормално аудитивно и вестибуларно понашање. То је условило потрагу за другим ТРП каналима и даљим објашњењем трансдукције сигнала у аудитивном и вестибуларном систему. Та су истраживање довела до идентификације других канала на врховима стереоцилија, као што је ТРПВ4, који се налази и у ћелијама стриа васкуларис и у неуронима спиралне ганглије. Трепљасте ћелије праве синапсе са аксонима неуронима чија се ћелијска тела налазе у спиралној ганглији модиолуса. Ради се о биполарним неуронима, чији дендрити праве синапсе са трепљастим ћелијама, а аксони улазе у састав кохлеарног нерва, који се придружује ВИИИ кранијалном нерву (вестибуло-кохлеарни нерв). Постоје битне разлике у инервацији спољашњих и унутрашњи трепљастих ћелија. Највећи број неурона спиралне ганглије, чак 95% њих инервира унутрашње трепљасте ћелије, које чине само 30% укупног броја рецепторских ћелија. Штавише, једна трепљаста ћелија успоставља синапсе са већим бројем неурона спиралне ганглије, док сваки неурон спиралне ганглије успоставља синапсу само са једном трепљастом ћелијом. Супротно томе, знатно бројније спољашње трепљасте ћелије праве синапсе са само 5% преосталих неурона спиралне ганглије. Изгледа у први мах парадоксално што највећи број информација из кохлее долази са мањег броја чулних ћелија. Недавна истраживања су, међутим, показала да спољашње трепљасте ћелије имају улогу кохлеарног појачивача. Показало се наиме, да након деполаризације мембране, спољашње трепљасте ћелије могу да промене своју дужину. Промена дужине, односно истезање ћелије, дешава се услед присуства у мембрани својеврсних моторних протеина, од којих је најбоље проучен протеин престин. С обзиром на то да се налазе између базиларне мембране и ретикуларне ламине, промена дужине трепљасте ћелије доводи до промене растојања између ове две мембране. Овај ефекат има значајан утицај на пропагацију звучних таласа дуж базиларне мембране и амплификацију одговора базиларне мембране. Заправо, без учешћа кохлеарног појачивача, максимално покретање базиларне мембране било би чак 100 пута мање.
Осим аферентних влакана која полазе из спиралне ганглије и носе информације из кохлее према централном нервном систему, постоји још око 1000 еферентних влакана, која долазе из мозга у кохлеу. Еферентна влакна завршавају се на спољашњим трепљастим ћелијама и ослобађају ацетил-холин. Стимулација ових влакана мења дужину спољашњих трепљастих ћелија, што на већ описани начин утиче на одговор унутрашњих трепљастих ћелија.

## Важност
Рецепција звучних стимулуса је од великог значаја за преживљавање животиња, јер у одсуству визуелних информација, овај тип информација омогућава детекцију присуства партнера или грабљивице. Слушни систем омогућава одређивање правца из којег звук долази, детекцију промене интензитета, као и препознавање извора звука. За човека, слушни апарат је изузетно важан због комуникације, али и за само преживљавање.